# Austroberothella rieki
Austroberothella rieki är en insektsart som beskrevs av U. Aspöck och H. Aspöck 1985. Austroberothella rieki ingår i släktet Austroberothella och familjen Berothidae. Inga underarter finns listade i Catalogue of Life.